# Julie Hétu
Julie Hétu, née à Montréal au Québec (Canada) le 13 décembre 1976, est une écrivaine, scénariste et artiste multidisciplinaire québécoise. À la croisée des arts visuels et de la littérature, elle présente, depuis 1998, des œuvres littéraires, visuelles et performatives influencées par ses recherches en anthropologie. Détentrice d’un doctorat en arts, lettres et anthropologie de l’Université Concordia, elle se passionne pour les différentes façons d’écrire et les premières écritures.

## Biographie
Elle fait paraître en 2020 aux éditions Nota bene L’écrivain préhistorique. Naissance du chant et de l’écriture dans la préhistoire fruit de ses recherches dans la grotte de Niaux (FR). En 2006, elle obtient une Maîtrise en création (arts visuels et médiatiques) à l’Université du Québec à Montréal (CA) et intègre la programmation dans une pratique hybride alliant roman et arts médiatiques.
Elle publie d’abord, en 2005, …avec usure et Le destin littéraire des images aux éditions Art le Sabord. En 2011, elle reçoit le prix du public pour son livre audio Baie Déception (éditions Planète rebelle, 2009) de La plume de paon au Centre national du livre de Paris. Elle fera également paraître en 2014, le roman Mot (éditions Triptyque) finaliste du Prix littéraire France-Québec, du Prix Ringuet de l’Académie des lettres du Québec et du Prix du Salon du livre insulaire en 2015. En mars 2016, elle est reçue hôte en résidence à l’Académie de France à Rome – Villa Médicis.
En 2012, elle participe à l'écriture d'un ouvrage collectif intitulé Le livre « produit culturel »? De l'invention de l'imprimé à la révolution numérique paru aux Éditions Harmattan.
Elle publie également de nombreux textes critiques, feuillets d'expositions et essais sur l'art dans les revues ETC Montréal (ETC Media) où elle occupe le poste de direction adjointe de 2001-2003, Esse et Espace art actuel.
En 2018 paraît son roman Pacific Bell (éditions Alto) - meilleure fiction de l'année 2018 par Apple Books Canada -, qui sera adapté au cinéma par la réalisatrice Sandrine Béchade (Vital Production) avec qui elle assure la coscénarisation. En 2023, elle coréalise avec l’artiste Véronique Béland une oeuvre installative utilisant l'intelligence artificielle générative L’Archeosténographe - machine à écrire des mythes du futur tissant un lien poétique entre mémoire préhistorique et imaginaires numériques présentée en 2025 au Grand Palais Immersif à Paris, au Cube Garges et au festival Scopitone.
En septembre 2023, Vital Productions obtient le soutien financier de la SODEC pour le développement du long-métrage Patof Blou. Avec la réalisatrice et scénariste Sandrine Béchade, elle est chargée de donner vie au célèbre clown Patof (Jacques Desrosiers).
En 2025, elle publie Les dormeurs de Nauru (éditions Druide) et Laissez brûler Laurier Rose (éditions d'Eux), «un roman particulièrement atypique, porté par une langue aux expressions d’ailleurs, poétiques et immensément expressives» (Telerama) .

## Œuvres

### Romans
- ...avec usure et Le destin littéraire des images, Trois-Rivières, éditions Art le Sabord, 2005, 117 p.  (ISBN 2922685373)
- Baie Déception, Montréal, éditions Planète rebelle, coll. «Paroles», 2009, 114 p.  (ISBN 2923735005)
- Mot, Montréal, Triptyque (éditeur), 2014, 204 p.  (ISBN 289031961X)
- Pacific Bell (2018), Québec, éditions Alto, 2018, 145 p.  (ISBN 2896943765)
- Les dormeurs de Nauru, éditions Druide, 2025, 372 p.  (ISBN 978-2-89711-745-0)
- Laissez brûler Laurier Rose, éditions d'Eux, 2025

### Poésie
- Hans Trapp, Le secret, Mœbius (revue), no 146, septembre 2015, p. 57-60.

### Ouvrage collectif
- Du livre CD au livre-lecteur:s’accorder aux mots à l’ère du numérique », dans Gilles Polizzi et  Anne  Réach-Ngô  (dir.), Le  Livre, «produit  culturel»? De  l’invention  de  l’imprimé  à la  révolution  numérique, Paris, Éditions Orizons, coll. « Universités»[4].
- «Terre-Neuve », La Revue Littéraire, no 177, Éditions Léo Scheer, mars-avril 2019
- «La Nuit des sens », Elsa Pépin (dir.), Dans le ventre. Histoires d’accouchement, collectif d’auteurs, Édition XYZ, avril 2019

### Thèse
- Chant diphonique et art pariétal : sur la voie d’une grammaire symbolique, thèse de doctorat, Université Concordia, 228 f.

### Articles
- « L’État archipel de Catherine Bolduc », Espace(s), no 111, Montréal, automne 2015, p. 90[5].
- «Corine Lemieux: Instinct pour une langue matérielle », revue Espace art actuel, no 124, hiver 2020
- «Veronika Horlik: Burn Baby Burn», Espace Sculpture, no 105, Montréal, automne 2013, p. 46-47.
- «Re.CORD», LA  CHAMBRE  BLANCHE, activité  du  centre  de  janvier  2002 à  juin  2003, Bulletin 28, Québec (Québec), p. 17-19.
- «Atom  Egoyan:Souvenirs  Analogues», Revue de l’art actuel ETC MONTREAL, no 60, Montréal, décembre 2002, janv., févr. 2003, p. 47-48[6].
- «Retard  et  transmission», Revue de l’art actuel ETC MONTREAL, no 59, Montréal, sept., oct., nov. 2002, p. 51-53.
- «Le carton: Cimetière amnésique», Revue de l’art actuel ETC MONTREAL, no 57, Montréal, mars, avril, mai 2002, p. 39-41.
- «Attitude de la machine ou syncope de la mémoire», Revue de l’art actuel ETC MONTREAL(Le voyeurisme en œuvre), no 56, Montréal, déc. 2001, janv., févr. 2002, p. 47-49.
- «L'objet : plan-tableau», Collaboration spéciale, Revue de l’art actuel ETC MONTREAL(Les artistes en 2000 —II), no 52, Montréal, décembre 2000, janv., févr. 2001, p. 18-19.

## Prix et honneurs
- 2011 : Prix du public du livre audio La plume de paon (pour Baie Déception)[7]
- 2011 : Finaliste Prix Lire dans le noir (pour Baie Déception)
- 2015 : Finaliste Prix Ringuet (pour Mot)[8]
- 2015 : Finaliste Prix littéraire France-Québec (pour Mot)[9]
- 2015 : Finaliste Prix du livre insulaire 2015 (pour Mot)[10]
- 2017 : Récipiendaire de la bourse d'écriture Jean-Pierre-Guay — Caisse de la culture[11]
- 2018 : Meilleure fiction de l'année 2018 Apple Books Canada (pour Pacific Bell)[12]